# (8001) Ramsden
(8001) Ramsden ist ein Asteroid des äußeren Hauptgürtels, der am 4. Oktober 1986 vom tschechischen Astronomen Antonín Mrkos am Kleť-Observatorium (IAU-Code 046) in Südböhmen auf dem Kleť in der Nähe der Stadt Český Krumlov entdeckt wurde.
Der Himmelskörper wurde am 4. August 2001 nach dem englischen Optiker und Erfinder Jesse Ramsden (1735–1800) benannt, der der führende Instrumentenbauer seiner Zeit war.
Der Asteroid gehört zur Themis-Familie, einer Gruppe von Asteroiden, die nach (24) Themis benannt wurde.